# Arepa

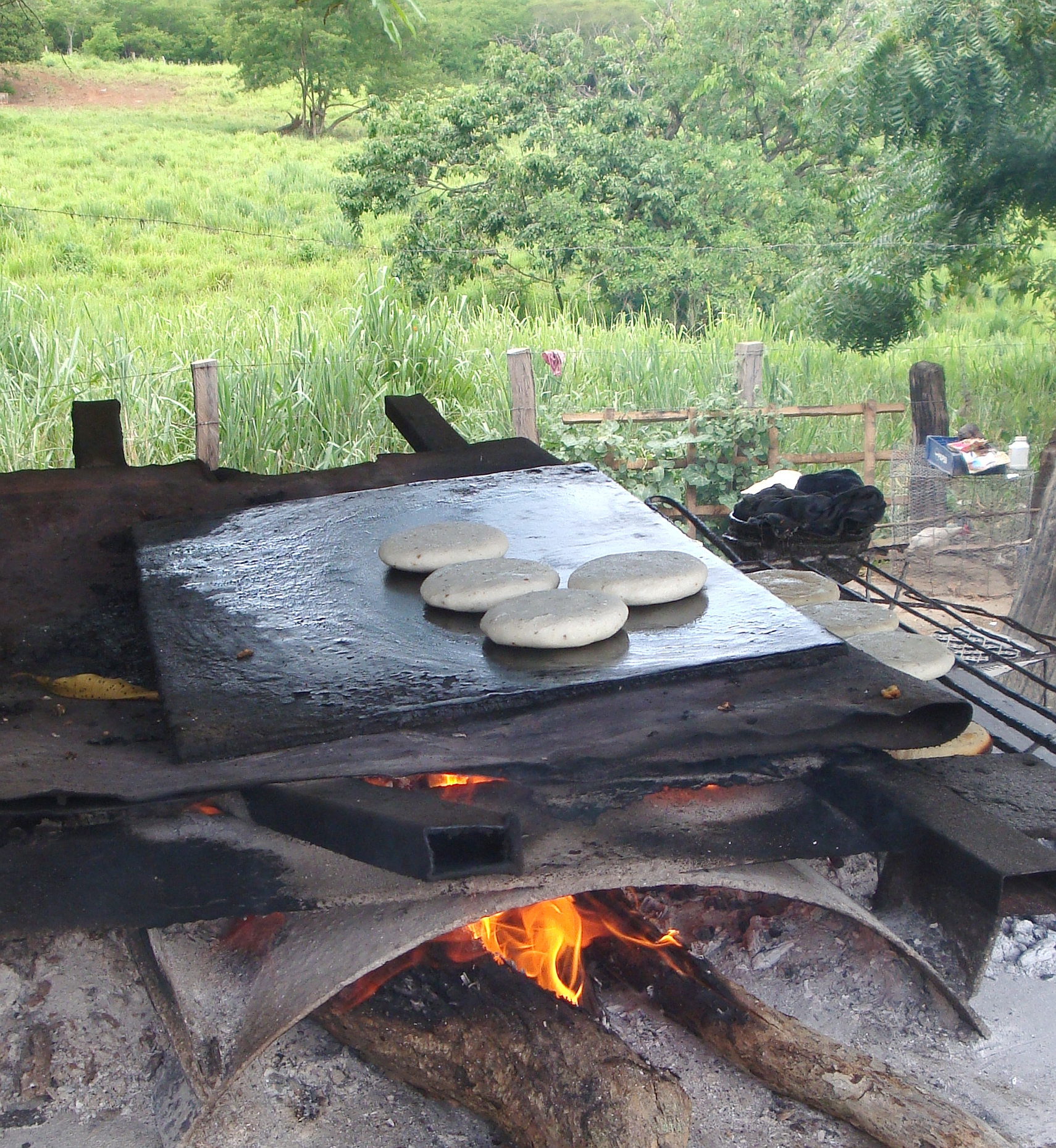
Arepe di mais decorticato cucinate a legna; la foto descrive uno dei modi in cui si può preparare artigianalmente

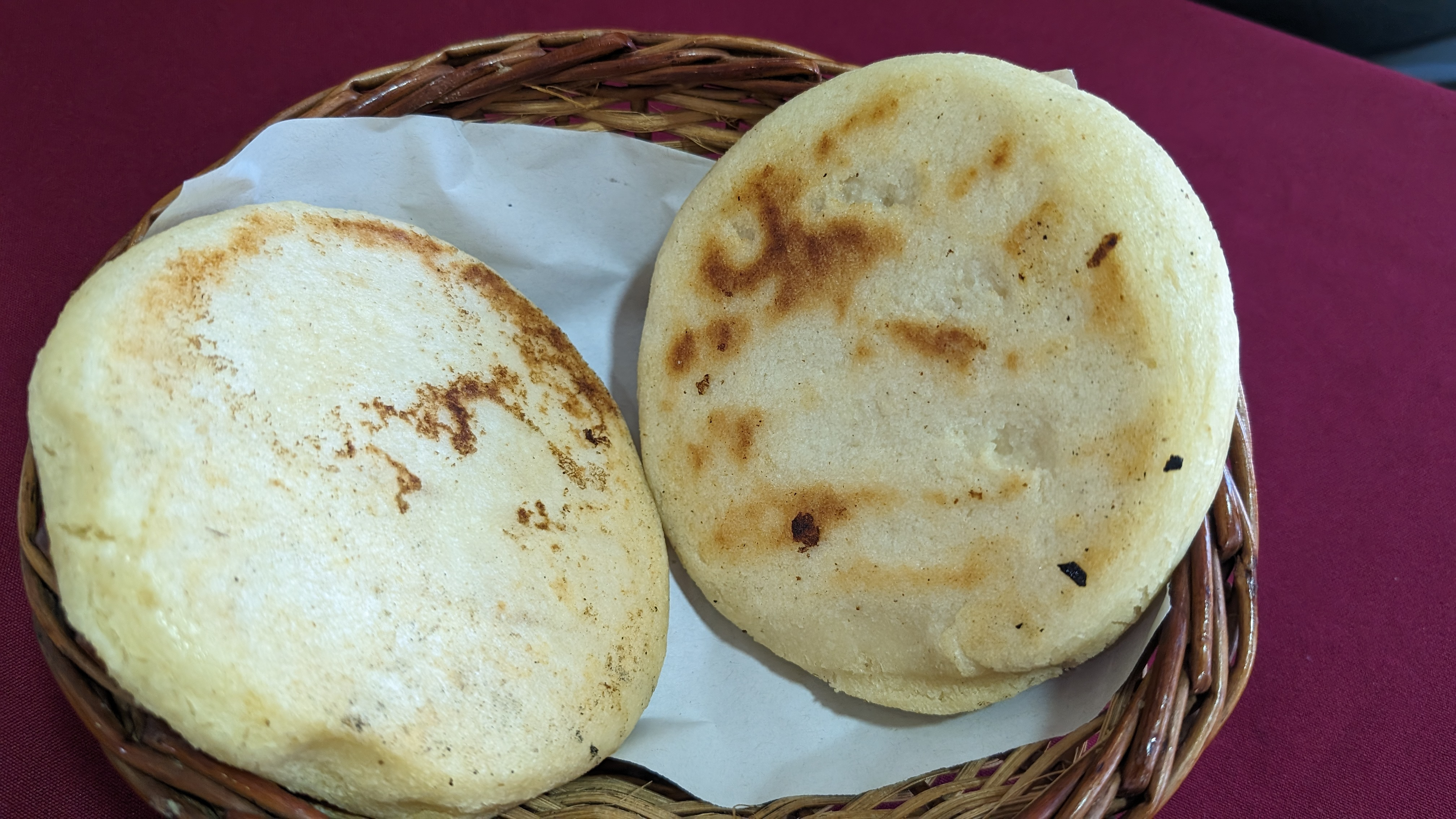
Arepa di Venezuela

L'arepa (erepa, pupusa, gordita) è un tipo di piccola focaccia a base di farina di mais, di forma circolare e semi appiattita, che viene tradizionalmente consumata in molti paesi del Sud America. Può essere guarnita con prosciutto, formaggio, carne, fagioli o uova.

## Descrizione
Si tratta di una pagnotta di piccole dimensioni preparata con farina di mais bianco (o, alternativamente, giallo), acqua e sale. Viene cotta in teglia oppure sulla piastra o sulla pietra. 
Ha la forma di un disco e a seconda di come viene preparata, la realizzazione e la cottura può essere fatta con o senza l'aiuto di grassi. Può essere alta (fino a 5 cm) o bassa e più o meno grande, la versione più diffusa ha dimensioni di 7-15 cm di diametro per 0.5-2 cm di spessore.
Come la arepa, sempre nel Sud America, troviamo altri piatti simili a base di masa, come la gordita messicana e la pupusa di El Salvador.

## Storia
La pietanza era preparata e consumata dai cumanagoti, un'etnia del ramo caraibico che viveva nel centro-est della grande Colombia fino alla costa del Mar dei Caraibi nel momento in cui gli europei arrivarono in Sud America. Vivevano soprattutto nella regione del Departamento de Santander.
È un piatto nazionale tradizionale, in particolare in Colombia, Panama, Bolivia e Venezuela.

Secondo Mariano Picón-Salas:

## Ingredienti
Dalla metà circa del XX secolo la farina originale è stata sostituita da quella precotta, prodotta industrialmente, che rende molto più rapidi i tempi di realizzazione. La farina di mais è priva di glutine, ed è perciò adatta ai celiaci.
Le arepas possono essere consumate come un pane, oppure come portata a sé stante; in questo caso si tagliano trasversalmente a metà e si farciscono a piacere, di solito con prosciutto, formaggio, cuajada (formaggio fresco), fagioli neri con formaggio, carni rosse, pollo, avocado, ecc.
La sua forma è simile a quella della gordita messicana e della pupusa salvadoregna.
Gli ingredienti base sono:
- Farina di mais bianco
- Acqua
- Sale quanto basta

## Preparazione
La preparazione delle arepas è estremamente semplice. Si mescolano gli ingredienti, avendo cura di versare l'acqua a poco a poco, così da ottenere un impasto morbido ma abbastanza consistente.
Dall'impasto si ricavano poi delle palline e si schiacciano per formare dischetti alti circa 5 mm. Si scalda una piastra o una padella (con o senza olio, purché non attacchi) e si mettono le arepas a cuocere per pochi minuti, girandole per uniformare la cottura.